# Fada N’Gourma
Fada N’Gourma – miasto we wschodniej Burkinie Faso, stolica regionu Wschodniego i prowincji Gurma. Przez miasto przebiega główna trasa z Wagadugu do Niameyu w Nigrze.
Fada N’Gourma jest ośrodkiem wyrobu tekstyliów, a okoliczne wsie słyną z produkcji miodu. W samym mieście działa ponadto szpital. Znajduje się tu też duże centralne targowisko i dworzec autobusowy – regularne autobusy zmierzają stąd do Wagadugu i Niameyu, taksówki zbiorowe zapewniają połączenia z mniejszymi miejscowościami w regionie, a także z Beninem.

## Współpraca
- Épernay, Francja